# Діманштейн Семен Маркович
Семен (Шимен) Маркович Діманштейн (нар. 21 березня 1886, місто Себеж Вітебської губернії, тепер Псковської області, Російська Федерація — розстріляний 25 серпня 1938, Москва) — радянський партійний діяч, завідувач агітаційно-пропагандистського відділу ЦК КП(б)У, голова Центрального бюро Єврейської секції ВКП(б). Кандидат в члени ЦК КП(б)У в березні — квітні 1920 р. Член ЦК КП(б)У в квітні 1923 — травні 1924 р. Член Організаційного бюро ЦК КП(б)У в квітні 1923 — травні 1924 р.

## Біографія
Навчався в Любавицькій єврейській ієшиві, у вісімнадцять років отримав звання рабина.
Член РСДРП(б) з 1904 року.
Проживав у місті Вільно (Вільнюсі). За революційну діяльність декілька разів був заарештований. У 1909 році засуджений на 4 роки каторжних робіт, потім засланий в Сибір. У 1913 році утік та нелегально мігрував до Франції, у Париж.
Після Лютневої революції 1917 року повернувся в Росію, працював в Ризі у військовій організації і редагував газету «Окопна правда». Був головою Військової організації при Ризькому комітеті РСДРП(б). З вересня 1917 року працював у Центральному комітеті Спілки металістів.
Після Жовтневого перевороту 1917 року революції увійшов до колегії Народного комісаріату праці РРФСР.
У 1917—1920 роках — член колегії Народного комісаріату в справах національностей РРФСР. У січні 1918 року був призначений головою (комісаром) новоутвореного Єврейського комісаріату при Народному комісаріаті у справах національностей РРФСР. Видавав газету на ідиш. У 1918—1920 роках — секретар Центрального бюро Єврейської секції ЦК РКП(б).
У листопаді — грудні 1918 р. — на підпільній роботі в Литві. 8 грудня 1918 — 27 лютого 1919 р. — народний комісар праці Литовської СРР. У 1920 році перебував на партійній роботі в Українській СРР.
У 1920 році призначений повноважним представником РРФСР в Бухарській НСР. У липні 1920 — 1921 р. — народний комісар освіти Туркестанської СРР, член Туркестанського бюро ЦК РКП(б). У 1921 році працював уповноваженим Народного комісаріату закордонних справ РРФСР по Середній Азії. У 1922 році — член Колегії Народного комісаріату освіти Української СРР.
У 1922—1924 роках — завідувач агітаційно-пропагандистського відділу ЦК КП(б)У.
З 1924 року — голова Комітету сприяння народам північних окраїн при ЦВК СССР.
У січні 1927 — травні 1928 р. — заступник завідувача агітаційно-пропагандистського відділу ЦК ВКП(б). У травні 1928 — січні 1930 р. — заступник завідувача відділу агітації, пропаганди і друку ЦК ВКП(б). Одночасно, у 1929 — лютому 1930 р. — завідувач Національного сектору ЦК ВКП(б).
Був членом Центрального бюро організацій народів Сходу при ЦК ВКП(б), директором Всесоюзної наукової асоціації сходознавців.
З 1930 року — директор Інституту національностей при ЦВК СРСР, відповідальний редактор журналу «Новый Восток», директор Науково-дослідного інституту етнічних і національних культур народів Сходу СРСР при ЦВК СРСР.
До лютого 1938 року — голова Центрального комітету Товариства земельного облаштування трудящих євреїв у СРСР, редактор журналу «Революция и национальности».
21 лютого 1938 року був заарештований, засуджений до смерті та страчений.